# 环颈蝠
环颈蝠（学名：Thainycteris aureocollaris）一种分布于东南亚及中国南方的蝙蝠，隶属于蝙蝠科金颈蝠属。

## 分类地位
因有学者曾将金颈蝠属视为金背伏翼属（Arielulus）的同物异名。故也有资料将本种归入金背伏翼属，称为领伏翼（Arielulus aureocollaris）。

## 特征
环颈蝠前臂长45～51毫米。体毛松软，背腹毛基部均为黑色，部分背毛尖端为金黄色，使得背部整体呈现金黄色。从耳基部至喉部有一明显的金黄色毛带，形似一个项圈。